# Trastorno obsesivo-compulsivo
El trastorno obsesivo-compulsivo (TOC) es un trastorno caracterizado por pensamientos intrusivos, recurrentes y persistentes que producen inquietud, aprensión, temor o preocupación, y conductas repetitivas denominadas compulsiones, dirigidas a reducir la ansiedad asociada, neutralizar los pensamientos o prevenir un evento temido. La quinta edición del Manual diagnóstico y estadístico de los trastornos mentales (DSM-5) de la Asociación Americana de Psiquiatría, publicada en 2013, ubica al TOC y enfermedades relacionadas con él en un capítulo independiente, rompiendo así con la tradición de incluirlo en el capítulo de los trastornos de ansiedad, como lo hacían las ediciones previas del DSM.
Los síntomas y la importancia que implica el TOC pueden presentarse a cualquier edad, pudiendo producir una importante discapacidad. La OMS lo incluyó entre las 10 primeras enfermedades más discapacitantes y entre las 5 enfermedades mentales más discapacitantes, con una prevalencia durante la vida del 2,3 %. Diversos estudios científicos demuestran que los pacientes que sufren un TOC tienen una calidad de vida muy baja, ya que esta condición puede ser mental y físicamente agotadora, y en sí misma ser causa de incapacidad laboral temporal o permanente. Las obsesiones comunes incluyen miedo a contaminarse, miedo de que la persona o los demás están en peligro, necesidad de mantener el orden y la exactitud y dudas excesivas. Las compulsiones más comunes que se realizan en respuesta ritualista a estas obsesiones incluyen lavarse las manos, contar, acumular y arreglar cosas, las compulsiones pueden ser físicas o mentales.
Es característico que la persona que sufre un TOC sea reacia a revelar a los demás sus síntomas, por lo que resulta frecuente que acuda en busca de ayuda muchos años después de la aparición del problema, así como la presencia de cuadros de depresión concurrentes (de hecho, alrededor del 34 % de las personas con TOC sufren de depresión en el momento de diagnosticarles la enfermedad, mientras que el 66 % la sufrirá a lo largo de su vida).
En caso de detectarse alguno de los síntomas, es importante que la persona sea tratada por un profesional, ya que el TOC sin tratar puede ser uno de los trastornos más irritantes y frustrantes. Una persona con TOC se da cuenta de que tiene un problema y, normalmente, sus familiares y amigos también se dan cuenta. Los pacientes suelen sentirse culpables de su conducta anormal y sus familiares pueden enfadarse con ellos porque no son capaces de controlar sus compulsiones. Otras veces, en su deseo de ayudarles, pueden aparentar que los síntomas no existen, justificarlos o, incluso, colaborar en sus rituales (acción que se considera contraproducente). Otra característica común es que el paciente reconoce estas obsesiones y compulsiones como irracionales, falsos o infundados, sin embargo, son impotentes a tomar distancia de ellos o restarles poder, esto alimenta las acciones compulsivas.
El descubrimiento de que algunos fármacos son eficaces en el tratamiento del TOC ha cambiado el punto de vista que se tenía de este problema neurológico. Hoy no solo existen terapias eficaces como la terapia cognitivo conductual con especialidad en EPR (Exposición y prevención de respuesta), sino que también hay una gran actividad investigadora sobre las causas que producen este problema neurológico y una búsqueda de nuevos tratamientos. El tratamiento farmacológico del TOC se basa en la utilización de antidepresivos ya sean los clásicos tricíclicos o los más modernos inhibidores selectivos de la recaptación de la serotonina (ISRS).[cita requerida]
Para evaluarlo se utilizan tests como la escala de gravedad de los trastornos obsesivo-compulsivos.
A pesar de la gravedad del problema y de la discapacidad que genera, solamente entre un 35 % a un 40 % de las personas con trastorno obsesivo-compulsivo busca tratamiento y solamente menos de un 10 % recibe un tratamiento basado en la evidencia.

## Definición
El trastorno obsesivo-compulsivo (TOC) es un síndrome psiquiátrico perteneciente al grupo de los desórdenes de ansiedad caracterizado por:
- Obsesiones: son ideas, pensamientos, imágenes o impulsos recurrentes y persistentes que son egodistónicos, es decir, que no son experimentados como producidos voluntariamente, sino más bien como pensamientos que invaden la conciencia y son vividos como exagerados o sin sentido, a veces como repugnantes. El paciente realiza intentos para ignorarlos o suprimirlos, a veces sin conseguirlo. Es entonces cuando se ponen en marcha las conductas compulsivas encaminadas a reducir la ansiedad motivada por la obsesión.

- Compulsiones: son conductas repetitivas, generalmente «caprichosas», y aparentemente finalistas que se realizan según determinadas reglas de forma estereotipada y cuya principal función es reducir la ansiedad provocada por la obsesión. La conducta no es un fin en sí misma, sino que está diseñada para producir o evitar algún acontecimiento o situación futura, relacionados con la obsesión en cuestión, por lo que su realización reduce la ansiedad provocada por la última. Sin embargo, o bien la actividad no se halla conectada de forma realista con lo que se pretende impedir o provocar, o bien puede ser claramente excesiva. El acto se realiza con una sensación de compulsión subjetiva junto con un deseo de resistirse a la compulsión, por lo menos inicialmente. Por lo general, el individuo reconoce la falta de sentido de la conducta (algo que no siempre ocurre en niños pequeños) y no obtiene placer en realizar esta actividad, aunque esta disminuye la ansiedad provocada por su obsesión. El enfermo enseguida nota que una sola compulsión o «ritual» no basta para reducir su ansiedad, con lo que se ve obligado a repetir o aumentar el ritual (círculo vicioso). Ejemplos típicos son verificar varias veces las mismas cosas una y otra vez, ya que en la repetición de patrones el enfermo obtiene una reducción inmediata del malestar, aunque claramente contraproducente, ya que con ellos está reforzando la dinámica del trastorno.

- Las obsesiones y las compulsiones son una fuente significativa de malestar para el individuo o interfieren en el funcionamiento social, laboral y en su actividad diaria, ocupando gran parte del tiempo del individuo. Generalmente, el afectado es consciente de la irracionalidad de su trastorno, y puede sentir culpa y vergüenza por ello, o tener «miedo de volverse loco». Cada ritual, o patrón de rituales, está ligado a una misma obsesión, y el enfermo «tiene» que realizar varios a lo largo del día, acarreando todo esto una gran pérdida de tiempo y malestar en su vida diaria.

- No debe confundirse con los desórdenes fóbicos.

- No debe confundirse con las «manías» o rituales que podemos tener todos respecto a algunas cuestiones. Las obsesiones en el TOC invaden la mente de la persona, y esta no puede sentirse tranquila hasta que no realiza la compulsión que la calma. A diferencia de las «manías» las obsesiones crean angustia, no son controlables, son persistentes y disfuncionales, y afectan, en mayor o menor medida, el funcionamiento normal del sujeto en su vida cotidiana. Así mismo, preocupaciones o pensamientos puntuales repetitivos e intrusivos, o conductas de rutina de tipo compulsivo son normales en la población general, y no limitan la vida del individuo. En el TOC la intensidad, frecuencia y duración de tales pensamientos y conductas son exagerados.

- El trastorno obsesivo-compulsivo estadísticamente es igual de frecuente en varones que en mujeres.

## Tipos de TOC y obsesiones recurrentes

### Tipos de TOC
Dentro del TOC se pueden diferenciar los tipos más comunes:
- Lavadores y limpiadores: son personas a las que carcomen obsesiones relacionadas con la contaminación o el contagio a través de determinados objetos o situaciones (contaminarse a sí mismo o contagiar a los demás). Obsesiones en relación con la propagación de la enfermedad mediante la suciedad, microorganismos y sustancias tóxicas. Con frecuencia, usan guantes o desinfectantes, lavan y limpian sus manos, la ropa, limpieza general de la casa, un sinnúmero de veces al día, a pesar de que nunca logra sentirse limpio o libre de contaminantes. También se incluyen los limpiadores compulsivos, solo por el simple hecho de tener las cosas perfectamente limpias, como si así fuera la manera correcta.[15]

- Verificadores: son personas que inspeccionan de manera excesiva con el propósito de evitar que ocurra una determinada catástrofe; obligados a comprobar los objetos, como las cerraduras de las puertas (ser asaltado por ladrones), los listados de contrataciones y los aparatos electrodomésticos (gas, vitrocerámicas, calentador, enchufes). Revisan cajones, puertas y aparatos eléctricos para asegurarse de que están cerrados, con seguro o apagados; viven con temor excesivo e irracional de causar daños a sí mismos o a los demás a causa de una falta de control y verifican constantemente las cosas; visualizan terribles catástrofes en las cuales se culpan de una falta de responsabilidad; desarrollan elaborados rituales de control que hace que sea difícil para ellos completar las tareas diarias. Tienen una gran necesidad de doble o triple verificación por duda o responsabilidad patológica; a menudo, esta obligación viene del temor de no poder confiar en su memoria; nunca pueden estar seguros de si han realizado la tarea adecuadamente; se preguntarán repetidas veces si se ha realizado una acción, por ejemplo, «¿cerré la puerta?», «¿apagué la luz?», «¿cerré la llave de gas?», etc.[15][16]

- Verificadores somáticos e hipocondríacos: intrusiones obsesivas persistentes en relación con su salud; temor a desarrollar una enfermedad amenazante para la vida (ej. cáncer) (entran en pánico ante síntomas somáticos extraños y lo relacionan con una enfermedad grave que pueda acabar con su vida); verifican diversas funciones corporales, como la frecuencia cardíaca, ritmo de la respiración, temperatura corporal o diversos aspectos de su imagen corporal o anatómica.[17][18][19][20]

- Repetidores: son aquellos individuos que se empeñan en la ejecución de acciones repetitivas.[15]

- Ordenadores: son personas que exigen que las cosas que les rodean estén dispuestas de acuerdo con determinadas pautas rígidas, incluyendo distribuciones simétricas.[15]

- Acumuladores: coleccionan objetos insignificantes, de los que no pueden desprenderse.[15]

- Ritualizadores mentales: acostumbran a apelar a pensamientos o imágenes repetitivos, llamados compulsiones mentales, con el objeto de contrarrestar su ansiedad provocadora de ideas o imágenes, que constituyen las obsesiones.[15]

- Numerales: buscan sentido a los números que les rodean; sumándolos, restándolos, cambiándolos hasta que les da un número significativo para ellos.

- Filosofales: con tendencias algo inciertas. Viven en un proceso metafísico del que no pueden desprenderse.

- Atormentados y obsesivos puros: experimentan pensamientos negativos reiterados, que resultan incontrolables y bastante perturbadores. No obstante, a diferencia de quienes sufren los demás tipos de TOC, no se entregan a comportamientos reiterativos de tipo físico (sin compulsiones), sino a procesos reiterativos únicamente mentales.

- Perfeccionistas: autoexigentes, se preocupan por detalles menores e irrelevantes; necesidad imperiosa de hacer las tareas perfectas; necesidad extrema por saber o recordar cosas que pueden ser muy triviales; mantener en un perfecto orden las cosas.[21][22][23][24][25]

- Supersticiosos (pensamiento mágico): las personas que sufren de TOC presentan altos niveles de paranoia, disturbios de percepción y pensamiento mágico, en particular «fusión de pensamiento y acción», la creencia que los pensamientos negativos o determinados actos pueden originar daños. Estas personas sienten el fuerte impulso de realizar tareas repetitivas (rituales) sin sentido aparente, para contrarrestar sus pensamientos intrusivos como si dejar las puertas abiertas pudiera perjudicar a las personas amadas. Tienen la sensación de que si no hacen el ritual algo malo les puede suceder. Pueden creer dogmáticamente en diversas supersticiones populares (o albergar una duda obsesiva), y realizan ritos compulsivos. Miedo a hechos o seres sobrenaturales (ej. magia negra, buena suerte, mal de ojo, hombres lobo, vampiros, fantasmas, etc.), por ejemplo, pensar que los muertos no pueden descansar en paz si no se hace un determinado ritual (escrúpulo de conciencia).[26][27]

- Preguntadores compulsivos: tienen la necesidad de estar continuamente preguntándose a sí mismos o a los demás sobre cualquier cosa por nimia, trivial o absurda que sea.[16]

- Dubitativos e indecisos (intolerancia a la incertidumbre): los pacientes con TOC suelen tener dificultades con las situaciones ambiguas e inciertas, y con la toma de decisiones. Suelen preocuparse por los errores y dudar sobre sus acciones. Necesitan la certeza necesaria para maximizar la predecibilidad y el control, y reducir así la amenaza y por tanto paliar su ansiedad.[28][29]

### Obsesiones y compulsiones recurrentes
Algunas de las obsesiones y compulsiones que se describen a continuación no suelen divulgarse en la literatura científica oficialmente reconocida. Sin embargo, los psicólogos clínicos en su práctica descubren una serie de obsesiones «no clásicas» que se repiten con relativa frecuencia:
- Obsesiones de contaminación: preocupación por los gérmenes (virus, bacterias, hongos, etc.), suciedad, polución, o sustancias químicas peligrosas; preocupación por las secreciones corporales (orina, heces, saliva, etc.); preocupación por contraer enfermedades de transmisión y venéreas (sida, hepatitis, etc.), desarrollar enfermedades mentales (Alzheimer, esquizofrenia, psicosis, etc.), cáncer, infarto repentino, o temor de padecer alguna enfermedad desconocida o no catalogada (hipocondría); miedo a las radiaciones ionizantes o no ionizantes (telefonía móvil, microondas, antenas, radares, centrales nucleares, etc.).[30]

- Obsesiones sobre la salud y la apariencia física: dieta, ejercicio, estilo de vida; moda e imagen personal; obsesión con el envejecimiento; ortorexia, anorexia, vigorexia, dismorfofobia.[16]

- Obsesiones relacionadas con la sexualidad: pensamientos persistentes acerca de la realización de actos sexuales repugnantes o prohibidos, o de comportamientos tabúes, que vive con angustia; obsesión y dudas sobre la orientación sexual hasta puntos extremos, de modo que no pueden vivir su vida con normalidad;[30] compulsiones asociadas: evitación a detonantes de estos temas, asegurarse que son buenas personas por la culpa que pueden generar estos temas, masturbación compulsiva en forma de reaseguración, etc.[31][32][33]

- Trastorno obsesivo-compulsivo relacional (TOCR): síntomas centrados en las relaciones íntimas/cercanas mismas o en los defectos de la pareja. El foco de tales síntomas puede ser la pareja íntima de uno, su hijo o su Dios.[34][35][36]

- Obsesiones de contenido agresivo: temor a causar algún tipo de daño a otras personas o a uno mismo; miedo a cometer crímenes o aparecer como responsable de errores, fracasos, imprudencias, accidentes o catástrofes; por su mente se cruzan imágenes horribles y violentas.[30]

- Obsesiones filosófico-religiosas: necesidad de confesar pecados inexistentes o ínfimos que se supone han cometido y estar preocupado por la culpa consiguiente; escrúpulos de conciencia: excesivamente preocupado por la posibilidad de cometer algún acto pecaminoso en lo que se refiere a su religión o creencias (como por ejemplo pensar o decir algo blasfemo, proferir obscenidades o insultos, preocupación por si se ha realizado determinado ritual religioso adecuadamente, miedo a ser condenado al infierno, o acumular karma); actos compulsivos como arrepentirse, confesarse o rezar; pensamientos intrusivos e inmorales sobre el sexo o herir a alguien; preguntas existenciales reiterativas del tipo: «¿qué habrá después de la muerte?», «¿existe Dios?», «¿cuál es la finalidad de la existencia?».[16][37][38][39][40]

- Obsesión con la inteligencia:  se someten a continuas y diversas pruebas de inteligencia para verificar su inteligencia, temor a perder puntos en el cociente intelectual.

- Info-obsesivos (acumuladores): obsesión por acumular, acaparar, controlar y ordenar la mayor cantidad de información posible; estar siempre enterado de las últimas tendencias y avances; en todos los campos del conocimiento o en alguno en particular, volviéndose muy compulsivos y ansiosos por su necesidad de control; comprar, almacenar y clasificar de manera compulsiva revistas, periódicos, libros, enciclopedias, estar subscrito a boletines, bibliómanos, coleccionistas, adictos a internet (acumulación de archivos digitales); normalmente no tienen tiempo suficiente ni ningún método para organizar y asimilar la información, por lo que muchas veces tienden a la procrastinación.[16][41][42][43]
- Obsesiones relacionadas a la memoria: estas ocurren como un flashback repetitivo hacia la persona, el cual lo atormenta al no saber si es cierto o no.

- Otros: adictos al trabajo (trabajólico), ludópatas.[31][44][45][46][47]

## Variables cognitivas
Según el Obsessive-Compulsive Cognitions Working Group (OCCWG), destinado a consensuar las definiciones de determinados conceptos cognitivos relacionados con el TOC, las variables cognitivas (conocidas también como variables O) más importantes en el TOC son:
- Intolerancia a la incertidumbre: conjunto de creencias referidas a la importancia del control en todos los aspectos de la vida para lograr la seguridad y la certidumbre, debido a la dificultad de funcionar adecuadamente en situaciones ambiguas y al tener pocas habilidades para afrontar los cambios impredecibles.
- Sobreestimación de la amenaza: se magnifican las probabilidades de que un suceso catastrófico suceda.
- Perfeccionismo: creencias basadas en la idea de que encontrar soluciones perfectas es posible y necesario. Se le suma la incapacidad para tolerar errores o imperfecciones mínimas.
- Responsabilidad excesiva: sobre la base de determinados esquemas cognitivos, con reglas referentes a la conducta correcta y a la responsabilidad que se activan a partir de ciertos eventos críticos o específicos.[50]
- Creencias sobre la importancia de los pensamientos: referido a la importancia dada a los pensamientos y al significado que se les atribuye. Esta característica es denominada por algunos autores como «fusión pensamiento-acción».
- Creencias sobre la importancia del control de los pensamientos propios: necesidad de controlar todos los pensamientos en todo momento. Realizan férreos esfuerzos por intentar «no pensar» ciertas cosas o en eliminar determinados tipos de pensamientos.
- Rigidez de ideas.

## Causas de los síntomas del TOC
Varias teorías sugieren una base biológica para el trastorno, y actualmente una serie de estudios está explorando esta posibilidad. La Tomografía de Emisión Transaxial de Positrón (TETP) y otras técnicas de representación del cerebro han sugerido que pueden existir algunas anormalidades en el lóbulo frontal y en los ganglios basales que influyen en los síntomas del TOC. Metaanálisis recientes de los estudios de voxel-based morphometry que comparan personas con TOC y controles sanos han encontrado que las personas con TOC presentan un aumento bilateral del volumen de sustancia gris en los núcleos lenticulares, extendiéndose a los núcleos caudados, mientras que una disminución del volumen de materia gris en los giros frontal medial dorsal/cingulado anterior bilaterales. Esto contrasta con los hallazgos en personas con otros trastornos de ansiedad, que presentan una disminución (en vez de aumento) bilateral del volumen de sustancia gris en los núcleos lenticulares/caudados, mientras que también una disminución del volumen de materia gris en los giros frontal medial dorsal/cingulado anterior bilaterales.
Es importante recordar los factores psicodinámicos como causantes de los síntomas que se desencadenan según un patrón de autoconversión. Por otra parte, la familia y terapeutas se sienten forzados a acomodarse a la enfermedad respondiendo a comportamientos coercitivos del paciente por lo cual el éxito terapéutico depende en gran medida de factores dinámicos interactivos.
Otros estudios parecen indicar que pueden estar implicadas anormalidades en ciertos neurotransmisores (los mensajeros del cerebro). Uno es la serotonina, que se cree ayuda a regular la disposición de ánimo, la agresión y la impulsividad. También es el encargado de enviar la información de una neurona a otra, proceso que parece ser está «ralentizado» en las personas con TOC. Las neuronas que responden a la serotonina se encuentran en todo el cerebro, pero especialmente en los lóbulos frontales y en los ganglios basales.
La concentración cerebral de serotonina es mayor en los varones que en las mujeres. Esto hace que los psicofármacos (como un inhibidor de la recaptación de serotonina, ISRS) actúen mejor en ellas.
Últimos estudios revelan que, aunque el nivel de serotonina sea mayor en los varones, no es reflejado en el TOC, ya que la incidencia de este trastorno no se ha analizado correctamente bajo las bases del IIS.
Evidencias actuales demuestran la implicación del eje intestino-cerebro en diversos trastornos neuropsiquiátricos. Nuevas vías de investigación incluyen la posible relación del TOC con alteraciones en la microbiota intestinal y con la enfermedad celíaca o la sensibilidad al gluten no celíaca, con casos previos documentados de remisión de los síntomas obsesivos-compulsivos mediante la dieta sin gluten.

Son muchas las teorías que intentan explicar las causas del trastorno obsesivo-compulsivo (TOC), por lo que se cree que podría ser una combinación de varias de ellas. Los estudios observacionales en gemelos, que muestran una gran concordancia para la enfermedad en hermanos gemelos monocigóticos (80-87 %, frente al 47-50 % en el caso de gemelos dicigóticos), apunta a la existencia de fuertes factores genéticos implicados en su desarrollo, aunque el modo de transmisión es todavía desconocido. Por otro lado, se cree que la educación recibida en la infancia juega un papel importante en su aparición, sobre todo si se trata de formas de educar demasiado rígidas.
Lo cierto es que no se sabe exactamente cuál es la causa concreta, pero la combinación de factores biológicos (antecedentes familiares de TOC) y sociales (tales como padres sobreprotectores y controladores) pueden explicar las alteraciones que se han encontrado. La mayoría de las personas con TOC tuvieron unos padres excesivamente controladores y rectos que nunca reforzaron su autoestima y que desde la infancia contribuyeron al aumento de su ansiedad, inseguridad y falta de autoestima, lo que a la posterioridad hará que en el niño aparezcan pensamientos negativos y preocupaciones y ya en la adolescencia y edad adulta las obsesiones y las compulsiones.
Tal y como han indicado Guidano y Liottiinteracciones padre-hijo «inseguras» y frías que hacen que el niño (en algunos casos incluso personas adultas) esté inseguro acerca de hasta qué grado es amado, querido o valioso, lo cual puede desembocar en un continuo replanteo sobre la relación padre-hijo. El perfeccionismo y los comportamientos compulsivos nacen como un medio de asegurar aprobación y estabilizar la percepción de uno mismo como valioso. Tales estilos de interacción padre-hijo pueden causar en el hijo miedo a experimentar sentimientos fuertes, lo cual es contraproducente para darle la capacidad a la persona de enfrentarse de manera independiente con experiencias emocionales, de tal manera que cuando no tenga a nadie que le ayude con sus emociones florecerán rituales obsesivos como único medio de hacer su mundo seguro. En edad adulta esto tendrá un efecto muy negativo sobre la interacción del toquiano con una potencial pareja. En edades tempranas típicamente los toquianos reaccionan a esta ansiedad a través de actos agresivos (dependiendo de su edad la ansiedad puede no ser articulada efectivamente ni incluso reconocida) hacia los miembros de su propia familia. Tal y como apunta Miguel Martínez, médico psicoanalista especialista en TOC, se ha constatado una relación directa entre una ambivalencia afectiva hacia los padres y el origen de los rituales obsesivos del TOC.
Se observa que en ambos sexos el matrimonio es tardío y que la tasa de fertilidad de los mismos es muy baja. Las personas con TOC comúnmente tienen un nivel educacional e inteligencia superior a la media (de hecho, la propia naturaleza del trastorno precisa de patrones mentales más complicados que los comunes) y son competentes profesionalmente, pero su vida personal y familiar es insatisfactoria, dadas las interferencias que el TOC ejerce sobre ellos. Debido a que los rituales compulsivos son a menudo tediosos y les hacen perder mucho tiempo, los toquianos tienden a llegar tarde al trabajo o a la escuela de manera sistemática, lo que puede generar problemas laborales y familiares. Por otro lado y según diversos estudios realizados, muchos de los toquianos se encuentran aislados y tienen muy pocos amigos (o quizá ninguno), ya que la necesidad de realizar sus rituales obsesivos y compulsivos hace que, a menudo, les quede muy poco tiempo o energía que dedicar a los amigos o la familia. El obsesivo vive en una "celda" que él mismo ha creado, permitiéndose pocas libertades y culpabilizándose él mismo, para de este modo estar en su celda de castigo, llevar a cabo sus rituales y tranquilizarse. A pesar de rechazar su "celda", al mismo tiempo también la acepta, ya que teme a la libertad y la confunde con la falta de límites. Se ha detectado una tendencia de los toquianos a necesitar en demasía la figura de la madre —incluso a elevadas edades— con el objeto de satisfacer un deseo inconsciente de protección, lo cual acarrea problemas de madurez personal y sexual y a la postre supone un canje de esta "defensa" por una vida satisfactoria.

## Factores de riesgo
Entre los factores que pueden aumentar el riesgo de desarrollar o desencadenar el trastorno obsesivo-compulsivo se incluyen los siguientes:
- Antecedentes familiares. El hecho de tener padres u otros miembros de la familia con el trastorno puede aumentar el riesgo de desarrollar trastorno obsesivo-compulsivo.
- Acontecimientos estresantes en la vida. Si has experimentado eventos traumáticos o estresantes, tu riesgo puede aumentar. Esta reacción puede, por alguna razón, desencadenar los pensamientos intrusivos, los rituales y el sufrimiento emocional característicos del trastorno obsesivo-compulsivo.
- Otros trastornos de salud mental. El trastorno obsesivo-compulsivo puede estar relacionado con otros trastornos de salud mental, como los trastornos de ansiedad, la depresión, el abuso de sustancias o los trastornos de tic.[70]

## Diagnóstico

### DSM-5
1. Presencia de obsesiones, compulsiones o ambas.
  - Obsesiones:
    1. Pensamientos, impulsos o imágenes recurrentes y persistentes que se experimentan, en algún momento del trastorno, como intrusas o no deseadas.
    2. El sujeto intenta ignorar o suprimir estos pensamientos, impulsos o imágenes, o neutralizarlos con algún otro pensamiento o acto (compulsión).

  - Compulsiones:
    1. Comportamientos o actos mentales repetitivos que el sujeto realiza como respuesta a una obsesión o de acuerdo a unas reglas que ha de aplicar de manera rígida.
    2. El objetivo de los comportamientos o actos mentales es prevenir o disminuir la ansiedad o el malestar, o evitar algún suceso o situación temida; sin embargo, estos comportamientos o actos mentales no están conectados de una manera realista con los destinados a neutralizar o prevenir, o bien resultan claramente excesivos.
2. Las obsesiones o compulsiones requieren mucho tiempo o causan malestar clínicamente significativo o deterioro en lo social, laboral u otras áreas importantes.
3. Los síntomas obsesivos compulsivos no se pueden atribuir a los efectos fisiológicos de una sustancia u a otra afección médica.
4. La alteración no se explica mejor por los síntomas de otro trastorno mental.

### CIE-10
Pautas para el diagnóstico:
Para un diagnóstico definitivo deben estar presentes y ser una fuente importante de angustia o de incapacidad durante la mayoría de los días al menos durante dos semanas sucesivas, síntomas obsesivos, actos compulsivos o ambos. Los síntomas obsesivos deben tener las características siguientes:
- Son reconocidos como pensamientos o impulsos propios.
- Se presenta una resistencia ineficaz a por lo menos uno de los pensamientos o actos, aunque estén presentes otros a los que el enfermo ya no se resista.
- La idea o la realización del acto no deben ser en sí mismas placenteras (el simple alivio de la tensión o ansiedad no debe considerarse placentero en este sentido).
- Los pensamientos, imágenes o impulsos deben ser reiterados y molestos.

Incluye:
- neurosis obsesivo-compulsiva
- neurosis obsesiva
- neurosis anancástica

#### F42.0
Con predominio de pensamientos o rumiaciones obsesivos:
Pueden tomar la forma de ideas, imágenes mentales o impulsos a actuar. Su contenido es muy variable, pero se acompañan casi siempre de malestar subjetivo. Por ejemplo, a una mujer le puede atormentar el temor de no poder resistir en algún momento el impulso de matar al hijo querido, o por la cualidad obscena o blasfema y ajena a sí mismo de una imagen mental recurrente. A veces las ideas son simplemente banales en torno a una interminable y casi filosófica consideración de alternativas imponderables. Esta consideración indecisa de alternativas es un elemento importante en muchas otras rumiaciones obsesivas y a menudo se acompaña de una incapacidad para tomar las decisiones, aún las más triviales, pero necesarias en la vida cotidiana.
La relación entre rumiaciones obsesivas y depresión es particularmente íntima y se elegirá el diagnóstico de trastorno obsesivo-compulsivo solo cuando las rumiaciones aparecen o persisten en ausencia de un trastorno depresivo.

#### F42.1
Con predominio de actos compulsivos (rituales obsesivos):
La mayoría de los actos compulsivos se relacionan con la limpieza (en particular el lavado de las manos), con comprobaciones repetidas para asegurarse de que se ha evitado una situación potencialmente peligrosa, o con la pulcritud y el orden. En la conducta manifiesta subyace por lo general un miedo a ser objeto o motivo de un peligro y el ritual es un intento ineficaz o simbólico de conjurar ese peligro. Los rituales compulsivos pueden ocupar muchas horas de cada día y suelen acompañarse a veces de una marcada incapacidad de decisión y de un enlentecimiento. En conjunto, son tan frecuentes en un sexo como en el otro, pero el lavado de manos es más frecuente en las mujeres y el enlentecimiento sin repeticiones es más común en los varones.
Los rituales están menos íntimamente relacionados con la depresión que los pensamientos obsesivos y responden con mayor facilidad a las terapias de modificación del comportamiento.

#### F42.2
Con mezcla de pensamientos y actos obsesivos:
La mayoría de los enfermos con un trastorno obsesivo-compulsivo presentan tanto pensamientos obsesivos como compulsiones. Esta subcategoría debe ser usada cuando ambos son igualmente intensos, como es frecuente, aunque es útil especificar solo uno cuando destaca con claridad, ya que pensamientos y actos pueden responder a tratamientos diferentes.

#### F42.8 y F42.9
Otros trastornos obsesivo-compulsivos y Trastorno obsesivo-compulsivo sin especificación.

## Comorbilidad

### Depresión
Los pacientes obsesivos tienden a padecer depresiones más graves que los pacientes con otros trastornos de ansiedad. La incidencia de depresión en pacientes obsesivos oscila entre el 17 y el 35 %. En la mayoría de las ocasiones la depresión suele ser secundaria al TOC. Existe una probabilidad tres veces mayor de que la depresión secunde al TOC en lugar de precederlo. Cuando la sintomatología obsesiva remite, la depresión tiende a desaparecer también. La depresión concomitante no tiene importancia relevante en el pronóstico del TOC.

### Trastornos del espectro obsesivo-compulsivo
Diversos trastornos psicológicos se han correlacionado con el TOC, clasificados y englobados en el llamado espectro obsesivo-compulsivo, y que en ocasiones son concurrentes al TOC. Se pueden destacar el trastorno dismórfico corporal, trastornos alimentarios, hipocondría, trastornos del control de impulsos, síndrome de Tourette, fobia social, etc. 
Trastornos de ansiedad
El TOC presenta comorbilidad con diversos trastornos de ansiedad como el TAG (Trastorno de ansiedad generalizada), trastorno de fobia social (TFS), trastorno de pánico (TP), trastorno por agorafobia (TA), fobias específicas (FE), trastorno de ansiedad de separación (TAS), trastorno de estrés postraumático (TEPT)
Esquizofrenia
Algunos estudios describen que en el estado clínico de riesgo mental de psicosis habría síntomas del TOC en un 12,1% y en los cuales un 5,2% tendrían criterios para TOC; mientras que en aquellos que presentan un primer episodio psicótico habrían síntomas del TOC en un 17,1% y en los cuales un 7,3% tendrían criterios para TOC; y en aquellos con diagnóstico de esquizofrenia habrían síntomas del TOC en un 25% y en los cuales un 12,1% tendrían criterios para TOC. En aquellos pacientes, con comorbilidad TOC/ esquizofrenia, se ha observado que presentan una mayor resistencia al tratamiento, déficits neuro-cognitivos, síntomas depresivos, síntomas de ansiedad, mayor disfuncionalidad social y un peor pronóstico.

## Tratamientos del TOC
Una forma de psicoterapia llamada "terapia cognitiva conductual" y medicamentos psicotrópicos son el tratamiento de primera línea para el TOC. El hecho de que muchas personas no busquen tratamiento puede deberse en parte al estigma asociado con el TOC.
En general, se ha aceptado que la psicoterapia en combinación con medicamentos psiquiátricos es más efectiva que cualquiera de las opciones por sí sola.

### Psicofármacos
Diversas pruebas clínicas han demostrado que aquellos medicamentos que afectan al neurotransmisor serotonina pueden reducir significativamente los síntomas del TOC. El primer psicofármaco aprobado para el tratamiento del TOC, fue el antidepresivo tricíclico clomipramina.
Los psicofármacos de segunda generación, que son los más utilizados hoy en día, se llaman Inhibidores Selectivos de la Recaptación de Serotonina (ISRS). Algunos de ellos son fluoxetina, fluvoxamina y paroxetina. Otro que ha sido estudiado en pruebas clínicas controladas es sertralina.
Recientemente se han empezado a emplear fármacos duales denominados Inhibidores de la Recaptación de Serotonina y Noradrenalina (IRSN), como la venlafaxina, y específicos como la mirtazapina, que serían eficaces para tratar tanto el TOC como la depresión asociada, en casos específicos y sobre todo cuando la monoterapia con ISRS se mostrara ineficaz.
Estudios extensos han demostrado que estos medicamentos favorecen, al menos ligeramente, a casi el 80 % de los pacientes y, en más de la mitad de los casos, la medicación alivia los síntomas del TOC al disminuir la frecuencia e intensidad de las obsesiones y compulsiones. La mejoría por lo general lleva dos semanas o más.
Si un paciente no responde bien a uno de estos medicamentos, o tiene efectos secundarios inaceptables, otro ISRS puede dar una respuesta mejor. Se están haciendo investigaciones sobre el uso de un ISRS como el medicamento principal y uno de otra variedad de medicamentos como un aumentador para pacientes que solo son parcialmente sensibles a los ISRS. La medicación es útil en el control de los síntomas del TOC, pero a menudo, si se deja el medicamento, sobreviene una recaída. De hecho, aun cuando los síntomas han disminuido, la mayoría de las personas necesitará medicarse indefinidamente, quizás con una dosis menor.
Los ISRS tienen una eficacia de mejora en el 40 al 60 % de los pacientes, pero sus efectos secundarios, intensificados por las altas dosis usualmente requeridas para el tratamiento, generan elevadas tasas de abandono de la terapia. Uno de los más corrientes es su efecto en la sexualidad, porque provoca inhibición y dificultad para alcanzar el orgasmo. De hecho, los ISRS se encuentran entre los fármacos que más pueden interferir en las relaciones sexuales, ya que funcionan aumentando los niveles de serotonina y, en consecuencia, reduciendo la impulsividad, la ansiedad y, también, el deseo. Estudios demuestran que un 80 % de aquellos jóvenes sanos que toman paroxetina (un serotoninérgico) padecen disfunción sexual. Debido a ello, en algunas ocasiones se hace uso de dopaminérgicos —los cuales no tienen el efecto negativo sobre la sexualidad de los serotoninérgicos— tales como la agomelatina (Valdoxán).
Por su parte, el "tratamiento natural" del TOC, basado en el precursor de la serotonina L-5-Hidroxitriptófano, a pesar de haberse mostrado más efectivo que el triptófano, actualmente carece de evidencia clínica que pruebe la eficacia de su utilización.

### Psicoterapia conductual (Exposición con Prevención de Respuesta, EPR)
La técnica específica utilizada en la terapia cognitivo conductual se denomina Exposición y Prevención de Respuesta (EPR) que implica enseñarle a la persona a entrar deliberadamente en contacto con las situaciones que desencadenan los pensamientos y miedos obsesivos ("exposición"), sin llevar a cabo los actos compulsivos habituales asociados con la obsesión ("prevención de respuesta"), y así aprender gradualmente a tolerar el malestar y la ansiedad asociados con la no realización del comportamiento ritualista.
Por ejemplo, un paciente que se lava las manos compulsivamente puede ser alentado a tocar un objeto que cree está contaminado y luego la persona es instada a evitar lavarse durante varias horas hasta que la ansiedad provocada se haya reducido en gran parte (la ansiedad baja con el paso del tiempo, aunque el paciente crea lo contrario). El tratamiento se empieza por una compulsión que provoque poca ansiedad en el paciente, y una vez superada esta, se pasa a la siguiente, y así paso por paso, guiado por la habilidad del paciente a tolerar ansiedad y controlar los rituales. A medida que progresa el tratamiento, la mayoría de los pacientes gradualmente sienten menos ansiedad causada por los pensamientos obsesivos y pueden resistir los impulsos compulsivos.
Los estudios realizados y la práctica diaria demuestran que la EPR es una terapia muy exitosa para la mayoría de los pacientes que la completan. Para que el tratamiento sea exitoso, es importante que el terapeuta esté totalmente capacitado para dirigir este tipo específico de terapia. También es útil que el paciente esté muy motivado y tenga una actitud positiva y determinada.
Los efectos positivos de la EPR perduran una vez que el tratamiento ha terminado. Un estudio realizado en 1996 indicó que de más de 300 pacientes con TOC que fueron tratados con EPR, un 76 % todavía mostraba un aligeramiento significativo en el lapso comprendido entre los 3 meses y los seis años posteriores al tratamiento. Otro estudio encontró que el incorporar componentes de prevención de recaída en el programa de tratamiento, junto con sesiones de seguimiento después de terapia intensiva, contribuye al mantenimiento de la mejoría.
La búsqueda continua de causas, junto con investigaciones acerca del tratamiento, promete producir aún más esperanzas para personas con TOC y sus familias.

### Psicoterapia cognitiva
Las obsesiones son pensamientos, fantasías o impulsos intrusivos que tienen que ver con estar en peligro o ser agresivo. Otras veces son sensaciones de que algo «malo» va a pasar o de que el malestar no se acabará nunca. En cualquier caso, cuando aparecen en la mente, el paciente trata de darles una explicación, de evitarlas o de anularlas siguiendo algún procedimiento que le calme (lo que llamamos compulsiones).
La terapia cognitiva parte de la idea de que los pensamientos, fantasías o impulsos que invaden la mente no son el problema en sí mismo, ya que todo el mundo los experimenta en algún momento, sobre todo cuando está tenso por algún motivo. El problema aparece cuando el paciente valora como peligrosa la aparición de estos fenómenos en su mente y se siente responsable de lo que ocurra, momento en el que trata de hacer algo que le permita sentirse seguro y no responsable de lo que pase.
Mediante experimentos que el terapeuta diseña para el paciente, se ponen a prueba ideas destructivas sobre el poder de los pensamientos, la culpa, la búsqueda de seguridad absoluta, la tendencia al catastrofismo, el perfeccionismo, el autocastigo y la intolerancia al malestar. Esto permite que el paciente no reaccione con la angustia de antes, consiguiendo que las obsesiones y las compulsiones vayan desapareciendo progresivamente.

### Psicoanálisis
Otras formas de psicoterapia, como la psicodinámica y el psicoanálisis, pueden ayudar a controlar algunos aspectos del trastorno, pero en el 2007 la Asociación Estadounidense de Psiquiatría (APA) notó la falta de estudios controlados que demuestren su efectividad "para tratar los síntomas centrales del TOC".
El abordaje psicoanalítico es una de las opciones que existen para tratar el TOC. Para esta clase de terapia, el énfasis está puesto en indagar el origen de las ideas obsesivas y las repeticiones compulsivas por medio de las asociaciones propias del paciente, para luego interpretar los mecanismos psíquicos inconscientes que están involucrados en la formación de los síntomas, las ideas obsesivas y las repeticiones compulsivas.[cita requerida]
Freud analizó un caso emblemático de un paciente que presentaba un cuadro que él llamó de «neurosis obsesiva», denominado El hombre de las ratas. En este caso se veía que sus compulsiones y obsesiones tenían elementos que se repetían a nivel inconsciente, desde la homofonía de palabras o de situaciones relacionadas con la historia familiar del individuo. En el famoso caso de Freud publicado como A propósito de un caso de neurosis obsesiva, se encuentra el análisis y la solución de una serie de síntomas obsesivos de carácter grave.
En la época de su fundación, la posición del psicoanálisis frente a las patologías neuróticas en general y a la neurosis obsesiva en particular constituyó una innovación importante. La teoría freudiana instaló por primera vez el supuesto básico de la «causalidad psíquica» del conflicto inconsciente, en donde el sujeto, en este caso neurótico obsesivo, genera síntomas como satisfacciones sustitutivas a los deseos reprimidos.
El yo del neurótico queda avasallado por el conflicto inconsciente entre los mandatos y las reglamentaciones superyoicas y los deseos inconscientes provenientes del ello. De esta forma, las mociones de deseo inconsciente solo pueden aflorar mediante formaciones de compromiso, que son las que se expresan en los síntomas obsesivos. Sin embargo, existen casos de tratamiento exitoso de la neurosis obsesiva con terapia psicoanalítica.

## Prevalencia
Estudios recientes han estimado una prevalencia global del 2,5 % y una prevalencia anual del 0,5 al 2,1 %. Sin embargo, la problemática metodológica existente en el sistema de valoración hace pensar en la posibilidad de que las verdaderas tasas de prevalencia sean muy inferiores. Los estudios en la población general realizados en niños y adolescentes han estimado una prevalencia global del 1 al 2,3 % y una prevalencia anual del 0,7 %. Es inusual que los síntomas comiencen después de los treinta y cinco años y la mitad de las personas presentan problemas antes de los veinte. Los hombres y las mujeres se ven afectados por igual. Las investigaciones muestran que la prevalencia del TOC es similar en muchas culturas del mundo.

## Lo nuevo del TOC en el DSM-5
Las investigaciones realizadas en los últimos años sugieren que, a nivel fenomenológico y conductual, el TOC y los trastornos del espectro obsesivo se diferencian de los trastornos de ansiedad. En este sentido, existe evidencia de las diferencias neurobiológicas; mientras que en la ansiedad la disfunción estaría en la amígdala y la corteza prefrontal (paradigma ansiedad/evitación), en el TOC la alteración estaría en el circuito órbito-fronto-estriatopálido-talámico.
El TOC y los trastornos del espectro obsesivo se alejan también de los trastornos de ansiedad, la comorbilidad, los antecedentes familiares, los factores de riesgo genético y bio-marcadores, los antecedentes personales, el procesamiento cognitivo emocional y la respuesta al tratamiento.
Por esta razón, en el DSM-5, publicado en el 2013, el TOC se eliminó de los trastornos de ansiedad y es parte de una categoría llamada "Trastorno obsesivo-compulsivo y trastornos relacionados", que incluye: TOC, trastorno dismórfico corporal (TDC), tricotilomanía (TTM), trastorno de excoriación (TE), trastorno de acumulación (TA), TOC y trastornos relacionados inducidos por sustancias o medicamentos, TOC y trastornos relacionados debido a otra afección médica, otros TOC y trastornos relacionados especificados, y finalmente, TOC y trastornos relacionados no especificados. Así, todos los trastornos descritos en esta categoría están caracterizados por conductas repetitivas o compulsiones.